# رابرت سی. اوبراین
رابرت چارلز اوبراین (انگلیسی: Robert C. O'Brien؛ زاده ۱۸ ژوئن ۱۹۶۶)  وکیل آمریکایی و مشاور امنیت ملی ایالات متحده است. اوبراین به‌طور خصوصی و با دولت ایالات متحده کار کرده‌است. وی نماینده ویژه رئیس‌جمهور ایالات متحده برای امور گروگان‌گیری و همچنین شریک یک شرکت حقوقی مستقر در لس آنجلس به نام لارسون اوبراین (انگلیسی: Larson O'Brien LLP) بوده‌است. او همچنین از افراد تاثیرگذار ترور قاسم سلیمانی است که اخیراً سپاه پاسداران در ویدیویی او را تهدید به انتقام و قصاص کرد.

## اوایل زندگی
اوبراین، زاده لس آنجلس در ایالت کالیفرنیا است. او در آغاز پیرو کلیسای کاتولیک بود. اما در دوران جوانی از آن جدا شد و به کلیسای مورمون‌ها پیوست. رابرت اوبراین در دبیرستان کاردینال نیومن در سانتا روزا، کالیفرنیا تحصیل کرد. وی درجه دکترای حقوق خود را از دانشگاه کالیفرنیا، برکلی، دانشکده حقوق بولت هال و کارشناسی هنر خود را از دانشگاه کالیفرنیا، لس آنجلس دریافت کرد. رابرت اوبرایان یک سال پس از فارغ‌التحصیلی از دانشگاه برکلی به شاخه قضایی ارتش آمریکا پیوست که مانند نظام قضایی مستقلی برای ارتش و نیروهای نظامی آمریکایی است. کار وکلایی که در شاخه قضایی ارتش آمریکا کار می‌کنند دفاع از سربازان آمریکایی در دادگاه‌های نظامی آمریکا است.
او یک پژوهشگر روتاری در دانشگاه آزاد در آفریقای جنوبی بوده و به زبان آفریکانس روان صحبت می‌کند.

## دولت جورج دبلیو بوش
اوبراین در تاریخ ۱۰ نوامبر ۲۰۰۵ توسط رئیس‌جمهور جورج دبلیو بوش مطرح شد و توسط مجلس سنا به عنوان نماینده جایگزین ایالات متحده در شصتمین جلسه مجمع عمومی سازمان ملل متحد در نیویورک ۲۰۰۵ تا ۲۰۰۶ تأیید شد. وی علاوه بر وظایف دیگر خود به عنوان نماینده ایالات متحده، به مجمع عمومی در مورد مسئله فلسطین پرداخت و نماینده ایالات متحده در کمیته ششم مجمع عمومی بود که کنوانسیون جامع تروریسم بین‌المللی را در نظر گرفت.
اوبراین به عنوان همکار وزارت امور خارجه ایالات متحده آمریکا برای همیاری عمومی و خصوصی برای اصلاح عدالت در افغانستان، که در دسامبر ۲۰۰۷ توسط وزیر امور خارجه کاندولیزا رایس آغاز شد خدمت کرد. رابرت اوبرایان معتقد است شکست طالبان بدون اصلاحات در نظام قضایی افغانستان غیرممکن است.
اوبراین همچنان در کمیته اجرایی همیاری عمومی خصوصی فعالیت می‌کند. در ۳۱ ژوئیه ۲۰۰۸ جورج دبلیو بوش اعلام کرد قصد دارد اوبراین را برای خدمت در دولت خود به عنوان عضو کمیته مشاوره فرهنگی و به نمایندگی از منافع عموم مردم، برای باقی مانده یک دوره سه ساله (که در ۲۵ آوریل ۲۰۱۱ منقضی شد) انتصاب کند.

## دولت ترامپ

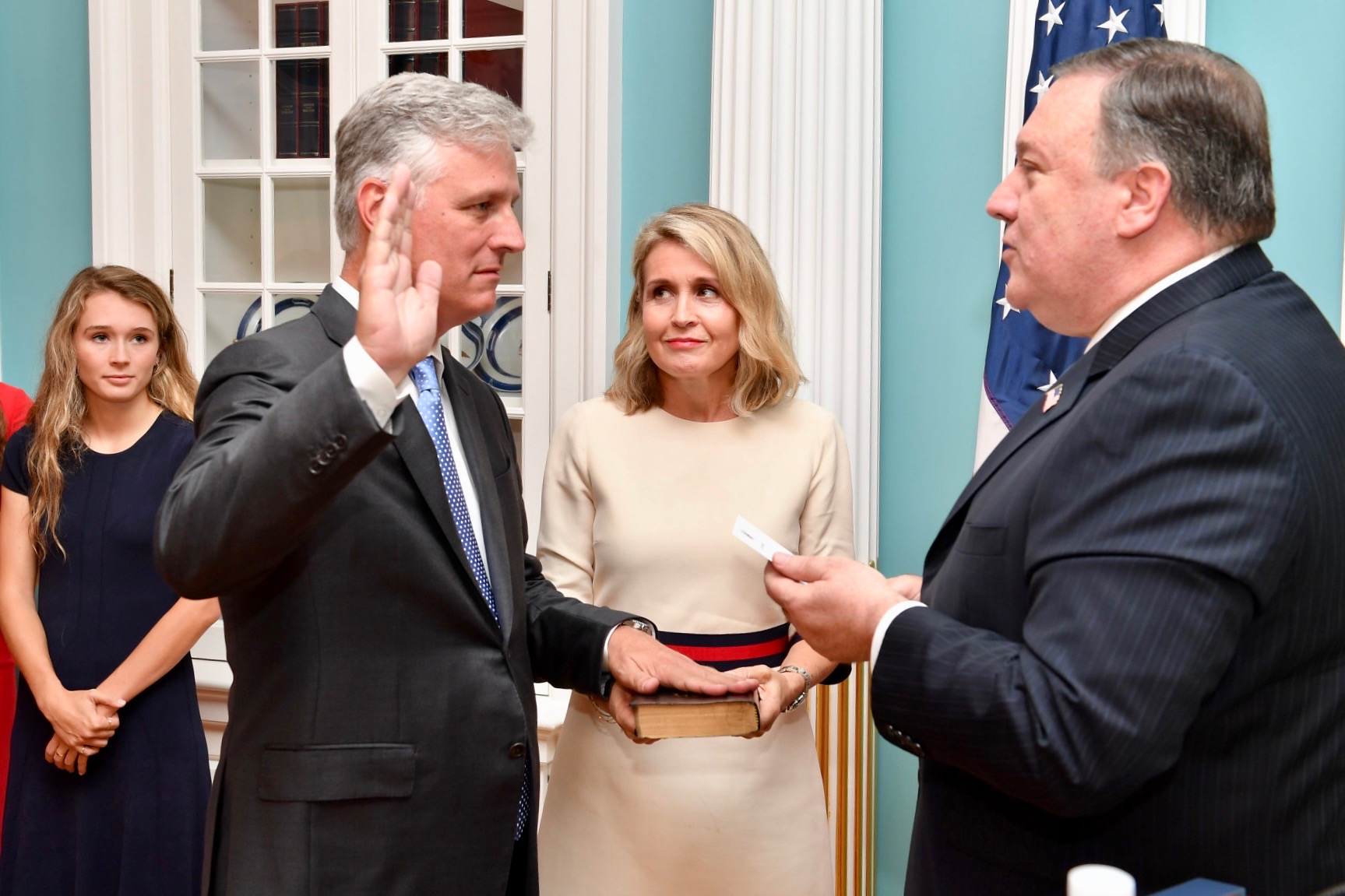
اوبراین به عنوان نماینده ویژه ریاست‌جمهوری در امور گروگان‌گیری در سال ۲۰۱۸ سوگند یاد کرد

در سال ۲۰۱۷، اوبراین توسط دولت رئیس‌جمهور دونالد ترامپ مورد بررسی قرار گرفت تا به عنوان وزیر نیروی دریایی فعالیت کند. هیئت تحریریه ایالت اورنج کانتی ثبت نام اوبراین را برای خدمت در این مقام تأیید کرد و اظهار داشت: «او کاندیدای مناسب برای اطمینان از ادامه سلطه جهانی آمریکا است - به شکلی که هم به روحیه ملی کنونی و هم با ارزش‌های ملی پایدار ما همخوانی داشته باشد.»
در تاریخ ۱۰ مه ۲۰۱۸، رئیس‌جمهور ترامپ، اوبراین را به عنوان نماینده ویژه ریاست‌جمهوری در امور گروگان‌گیری منصوب کرد. یک سال بعد به وی، مقام سفیر اعطا شد.
در تاریخ ۱۸ سپتامبر سال ۲۰۱۹، رئیس‌جمهور ترامپ در توییتی اعلام کرد او را به عنوان جانشین جان بولتون، مشاور امنیت ملی آمریکا برگزیده است.

## شغل رسمی
اوبراین به همراه استیفن لارسون قاضی پیشین فدرال، شریک و بنیانگذار شرکت حقوقی لس‌آنجلس لارسون اوبراین است که در ژانویه ۲۰۱۶ تأسیس شد.
اوبراین شریک مسئول دفاتر کالیفرنیا Arent Fox LLP یک شرکت حقوقی ملی بود که تحت رهبری اوبراین سریعتر از هر بنگاه حقوقی دیگر مطابق با مجله تجاری لس آنجلس رشد کرد.
از سال ۱۹۹۶ تا ۱۹۹۸ اوبراین افسر حقوقی مربوط به شورای امنیت سازمان ملل متحد (کمیسیون جبران خسارت) در ژنو سوئیس بود. جایی که وی یک تیم چند ملیتی وکلا، تعدیل کننده ضرر و غرامت را در بخش مطالبات دولت (F) رهبری کرد. اوبراین مسئول بررسی دبیرخانه سازمان ملل متحد و پرداخت میلیاردها دلار آمریکا مطالبات ناشی از حمله به عراق و اشغال کویت بود. وی همچنین به عنوان سرلشکر نیروهای دادستان کل ارتش آمریکا خدمت کرد.

## مبارزات ریاست‌جمهوری
در هر ۲ انتخابات ریاست‌جمهوری ۲۰۰۸ آمریکا و انتخابات ریاست‌جمهوری ۲۰۱۲ آمریکا مشاور سیاست خارجی میت رامنی، کاندیدای مورمون‌ها برای نامزدی حزب جمهوری‌خواه (ایالات متحده آمریکا) بود.
در اکتبر ۲۰۱۱ رابرت به عنوان همکار گروه کاری سازمان‌های بین‌المللی (Foreign Policy and National Security Advisory Team) به عنوان تیم مشاوره سیاست خارجی و امنیت ملی میت رامنی معرفی شد.
در ۱۱ مه ۲۰۱۵، فرماندار اسکات واکر از ویسکانسین اعلام کرد که در صورت پیروزی در انتخابات ریاست‌جمهوری ۲۰۱۶ آمریکا از اوبراین برای دوره ریاست‌جمهوری خود به عنوان مشاور در امور سیاست خارجی و امنیت ملی فعالیت خواهد کرد. پس از کنار رفتن اسکات واکر، رابرت اوبراین مشاور سیاست خارجی تیم تد کروز برای همان انتخابات شد.

## هیئت‌های ناظر
اوبراین، در جلسات پیش از محاکمه خالد شیخ محمد برای اتهام شرکت در حملات ۱۱ سپتامبر در خلیج گوانتاناموی کوبا در ژوئن ۲۰۱۴ و ناظر غیرنظامی شورای سیاستگذاری بین‌المللی اقیانوس آرام (Pacific Council on International Policy) بود. او با حضور در انتخابات پارلمانی اکتبر ۲۰۱۵ در نمایندگی مؤسسه بین‌المللی جمهوری‌خواه خدمت کرد.

## ابتلا به کرونا
روز دوشنبه ۶ مرداد ۱۳۹۹، جنیفر جیکوبز، از خبرنگاران خبرگزاری بلومبرگ، از قول منابعی که نام آنها را فاش نکرده خبر داد که تست کرونای رابرت اوبراین مثبت بوده‌است؛ بنابراین گزارش، براین در یکی از گردهمایی‌های خانوادگی به این ویروس مبتلا شده‌است و از هفته پیش در قرنطینه خانگی به سر می‌برد و کار خود را از خانه انجام می‌دهد. او بالاترین مقام دولتی ایالات متحده و از نزدیک‌ترین مقام‌ها به رئیس‌جمهوری آمریکاست که به بیماری ناشی از ویروس کرونا مبتلا می‌شود.

### تأیید خبر
روز ۷ مرداد ۱۳۹۹، روابط عمومی کاخ سفید آمریکا ضمن تأیید خبر ابتلای رابرت اوبراین به کووید-۱۹ گفت خطری متوجه دونالد ترامپ، رئیس‌جمهوری، و معاون او مایک پنس نیست. کاخ سفید افزود که علائم بیماری در مشاور امنیت ملی خفیف بود، او خود را در قرنطینه قرار داده بود و فعالیت‌های کاری‌اش را از مکان دیگری انجام می‌داد. بنا بر این بیانیه فعالیت‌های نهاد شورای امنیت ملی بدون وقفه ادامه پیدا خواهد کرد.
دونالد ترامپ به خبرنگاران گفته اخیراً رابرت اوبراین را ندیده و نمی‌داند تست مثبت کرونای او چه زمانی تأیید شده‌است. یک مقام دولتی گفته مشاور امنیت ملی چند روز است که رابطه مستقیمی با رئیس‌جمهوری نداشته، یک مقام دیگر نیز گفته او واپسین بار، هفته پیش در کاخ سفید حضور داشته‌است. لری کودلو، مشاور اقتصادی رئیس‌جمهوری آمریکا، به خبرنگاران گفته احتمالاً دختر اوبراین اول دچار بیماری شده و بیماری مشاور امنیت ملی ظاهراً مورد خفیفی‌ست.

## کتاب‌ها
اوبراین نویسنده کتاب هنگامی که آمریکا خفته‌است: اعاده رهبری آمریکا به جهانی غرق در بحران (While America Slept: Restoring American Leadership to a World in Crisis) در سال ۲۰۱۶ است. دانیل روند (Daniel Runde) در مجله سیاسی فارن پالیسی نوشت: "این کتاب، معادل کتاب "جنگ واقعی…" ریچارد نیکسون در سال ۲۰۱۶ است. درحالیکه America Slept کتاب مهمی است و خواندن آن باید برای "دانشجویان جدی سیاست خارجی الزامی باشد."
خلاصه‌ای از گفته‌های اوبراین: «رابرت از سلسله اعتقادات و فرضیاتی می‌نویسد که من نیز به آن معتقدم: من اعتقادی عمیق به استثناگرایی آمریکایی داشته و معتقدم که صلح از طریق قدرت حاصل می‌شود. ایالات متحده وقتی قوی‌تر است که با متحدین خود شریک باشد و آنگاه آمریکا دوست قابل اعتمادی محسوب می‌شود… و عظمت آمریکا از طرف مردمی ناشی می‌شود که به سنت و حکومت قانون احترام می‌گذارند و این (بله) ما آدم‌های خوبی هستیم و افراد بدی در آنجا هستند.»
بارت مارکوئیس، یک افسر بازنشسته خدمات خارجی حرفه‌ای در روزنامه هیل نوشت: "اگر شما نمی‌دانید چه روند و وقایعی منجر به سیاست خارجی رئیس‌جمهور منتخب، دونالد ترامپ خواهد شد باید کتاب هنگامی که آمریکا خفته‌است را بخوانید. مطالعه کتاب، آسان و قابل فهم است و خواننده را به خوبی در متن همه مضامین و موضوعات امورخارجه قرار می‌دهد که بر دولت ترامپ صادق و حاکم است. هر محصل، معلم، یا کارشناس سیاست به خوبی می‌تواند آن را خوانده، حاشیه‌نویسی کرده، و به عنوان مرجع نگهداری کند.

## اظهارات در خصوص تحریم‌های آمریکا علیه ایران و روسیه
وی معتقد است: 
یکی از مشکلاتی که ما با ایران و روسیه داریم این است که اکنون آنقدر تحریم علیه این کشورها اعمال کرده‌ایم که فرصت و امکان بسیار کمی برای انجام هر کار دیگر و اعمال تحریم جدید را داریم.